# Waziers
Waziers [wazje] est une commune française située dans le département du Nord, en région Hauts-de-France.
La Compagnie des mines d'Aniche y a ouvert les fosses de Gayant, de Notre Dame et de Bernicourt. L'extraction a cessé en 1978.

## Géographie

### Situation
Commune urbaine située sur l'ancien bassin minier, la ville de Waziers est juxtaposée à la ville de Douai (3 km au nord-est de Douai).
- 1Carte dynamique
- 2Carte OpenStreetMap
- 3Carte topographique
- 4Carte avec les communes environnantes

### Communes limitrophes
|       | Douai        |              |
| Douai | Waziers      | Sin-le-Noble |
|       | Sin-le-Noble |              |

### Hydrographie

#### Réseau hydrographique
La commune est située dans le bassin Artois-Picardie. Elle est drainée par la Cunette ou Scarpe,.

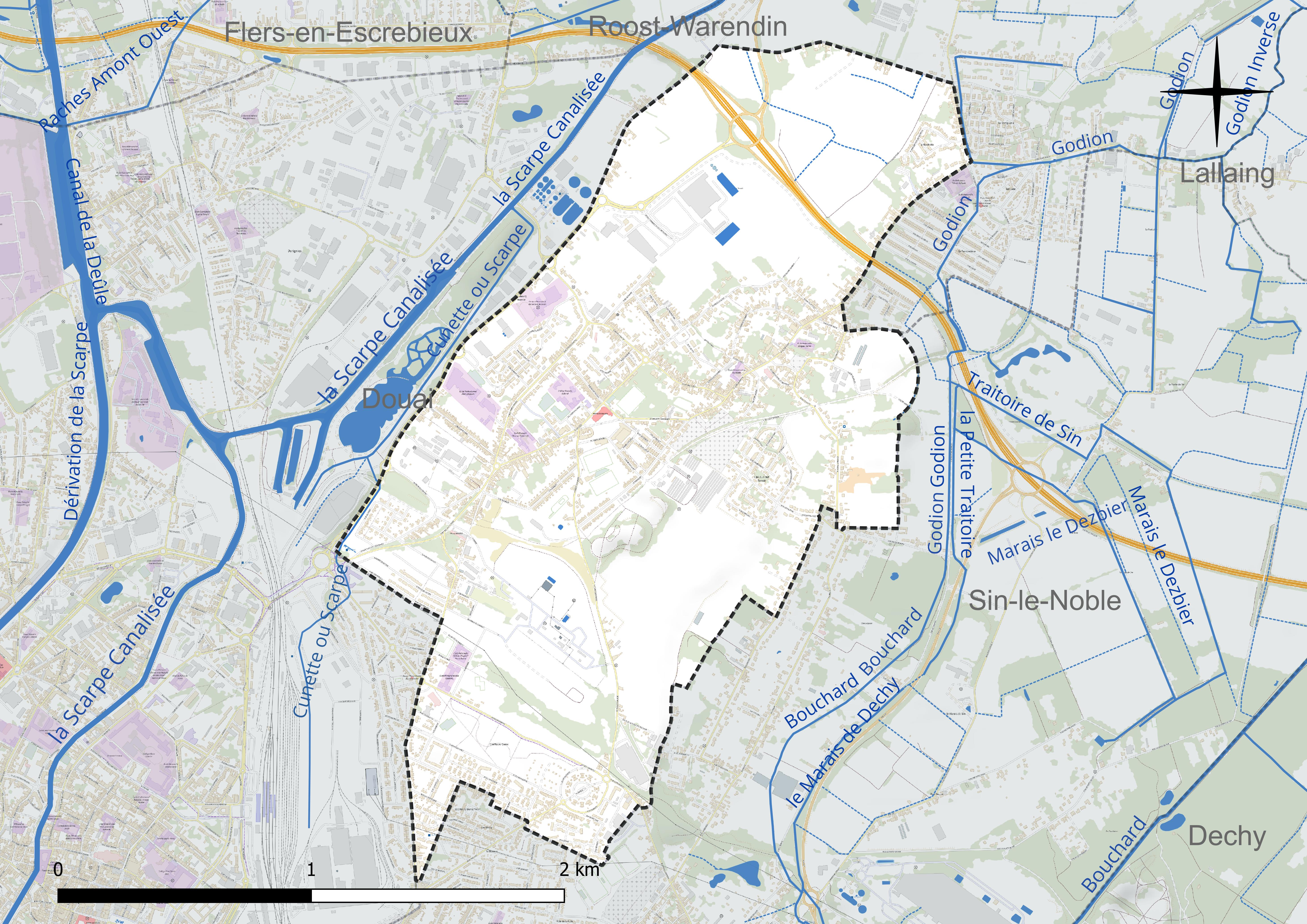
Réseau hydrographique de Waziers.

#### Gestion et qualité des eaux
Le territoire communal est couvert par le schéma d'aménagement et de gestion des eaux (SAGE) « Scarpe aval ». Ce document de planification concerne un territoire de 624 km2 de superficie, délimité par le bassin versant de la Scarpe aval, comprenant la Pévèle, la plaine de la Scarpe et le bassin minier avec l'Ostrevent. Le périmètre a été arrêté le 18 mars 1997 et le SAGE proprement dit a été approuvé le 12 mars 2009, puis révisé le 5 juillet 2021. La structure porteuse de l'élaboration et de la mise en œuvre est le parc naturel régional Scarpe-Escaut. 
La qualité des cours d'eau peut être consultée sur un site dédié géré par les agences de l'eau et l'Agence française pour la biodiversité. 

### Climat
Pour des articles plus généraux, voir Climat des Hauts-de-France et Climat du Nord.
En 2010, le climat de la commune est de type climat océanique dégradé des plaines du Centre et du Nord, selon une étude du CNRS s'appuyant sur une série de données couvrant la période 1971-2000. En 2020, Météo-France publie une typologie des climats de la France métropolitaine dans laquelle la commune est exposée à un climat océanique et est dans la région climatique  Nord-est du bassin Parisien, caractérisée par un ensoleillement médiocre, une pluviométrie moyenne régulièrement répartie au cours de l'année et un hiver froid (3 °C).
Pour la période 1971-2000, la température annuelle moyenne est de 10,6 °C, avec une amplitude thermique annuelle de 14,5 °C. Le cumul annuel moyen de précipitations est de 683 mm, avec 11,8 jours de précipitations en janvier et 8,8 jours en juillet. Pour la période 1991-2020, la température moyenne annuelle observée sur la station météorologique la plus proche, située sur la commune de Douai à 3 km à vol d'oiseau, est de 11,0 °C et le cumul annuel moyen de précipitations est de 729,2 mm,. Pour l'avenir, les paramètres climatiques de la commune estimés pour 2050 selon différents scénarios d'émission de gaz à effet de serre sont consultables sur un site dédié publié par Météo-France en novembre 2022.
| Mois                                  | jan.             | fév.             | mars          | avril         | mai             | juin         | jui.           | août           | sep.          | oct.          | nov.            | déc.             | année      |
| ------------------------------------- | ---------------- | ---------------- | ------------- | ------------- | --------------- | ------------ | -------------- | -------------- | ------------- | ------------- | --------------- | ---------------- | ---------- |
| Température minimale moyenne (°C)     | 1,5              | 1,5              | 3,3           | 5,1           | 8,5             | 11,4         | 13,2           | 13             | 10,4          | 7,8           | 4,5             | 2,1              | 6,9        |
| Température moyenne (°C)              | 4                | 4,5              | 7,2           | 10,1          | 13,5            | 16,5         | 18,6           | 18,4           | 15,3          | 11,5          | 7,3             | 4,5              | 11         |
| Température maximale moyenne (°C)     | 6,4              | 7,4              | 11,2          | 15,1          | 18,5            | 21,6         | 23,9           | 23,9           | 20,1          | 15,2          | 10,1            | 6,9              | 15         |
| Record de froid (°C) date du record   | −20,5 08.01.1985 | −12,5 07.02.1991 | −11 13.03.13  | −4,5 11.04.03 | −1,5 05.05.1996 | 1 02.06.1962 | 4,1 17.07.1971 | 0,8 17.08.1966 | 0 19.09.1977  | −6 30.10.1997 | −9,5 23.11.1998 | −12,5 29.12.1996 | −20,5 1985 |
| Record de chaleur (°C) date du record | 15 01.01.22      | 19,5 24.02.21    | 24,8 31.03.21 | 28 20.04.1968 | 31,3 27.05.05   | 36 27.06.11  | 40,8 25.07.19  | 36,6 08.08.20  | 35,5 15.09.20 | 29 01.10.11   | 20,5 07.11.15   | 16,2 31.12.22    | 40,8 2019  |
| Précipitations (mm)                   | 57,8             | 51,4             | 52,5          | 41,9          | 56,6            | 63,3         | 68,1           | 68,1           | 60,9          | 64,4          | 71              | 73,2             | 729,2      |

## Urbanisme

### Typologie
Au 1er janvier 2024, Waziers est catégorisée grand centre urbain, selon la nouvelle grille communale de densité à sept niveaux définie par l'Insee en 2022.
Elle appartient à l'unité urbaine de Douai-Lens, une agglomération inter-départementale regroupant 67  communes, dont elle est une commune de la banlieue,,. Par ailleurs la commune fait partie de l'aire d'attraction de Douai, dont elle est une commune du pôle principal,. Cette aire, qui regroupe 61 communes, est catégorisée dans les aires de 50 000 à moins de 200 000 habitants,.

### Occupation des sols
L'occupation des sols de la commune, telle qu'elle ressort de la base de données européenne d'occupation biophysique des sols Corine Land Cover (CLC), est marquée par l'importance des territoires artificialisés (62,7 % en 2018), en augmentation par rapport à 1990 (53,6 %). La répartition détaillée en 2018 est la suivante : 
zones urbanisées (51,3 %), terres arables (20,3 %), zones agricoles hétérogènes (13,7 %), zones industrielles ou commerciales et réseaux de communication (11,4 %), prairies (3,3 %). L'évolution de l'occupation des sols de la commune et de ses infrastructures peut être observée sur les différentes représentations cartographiques du territoire : la carte de Cassini (XVIIIe siècle), la carte d'état-major (1820-1866) et les cartes ou photos aériennes de l'IGN pour la période actuelle (1950 à aujourd'hui).

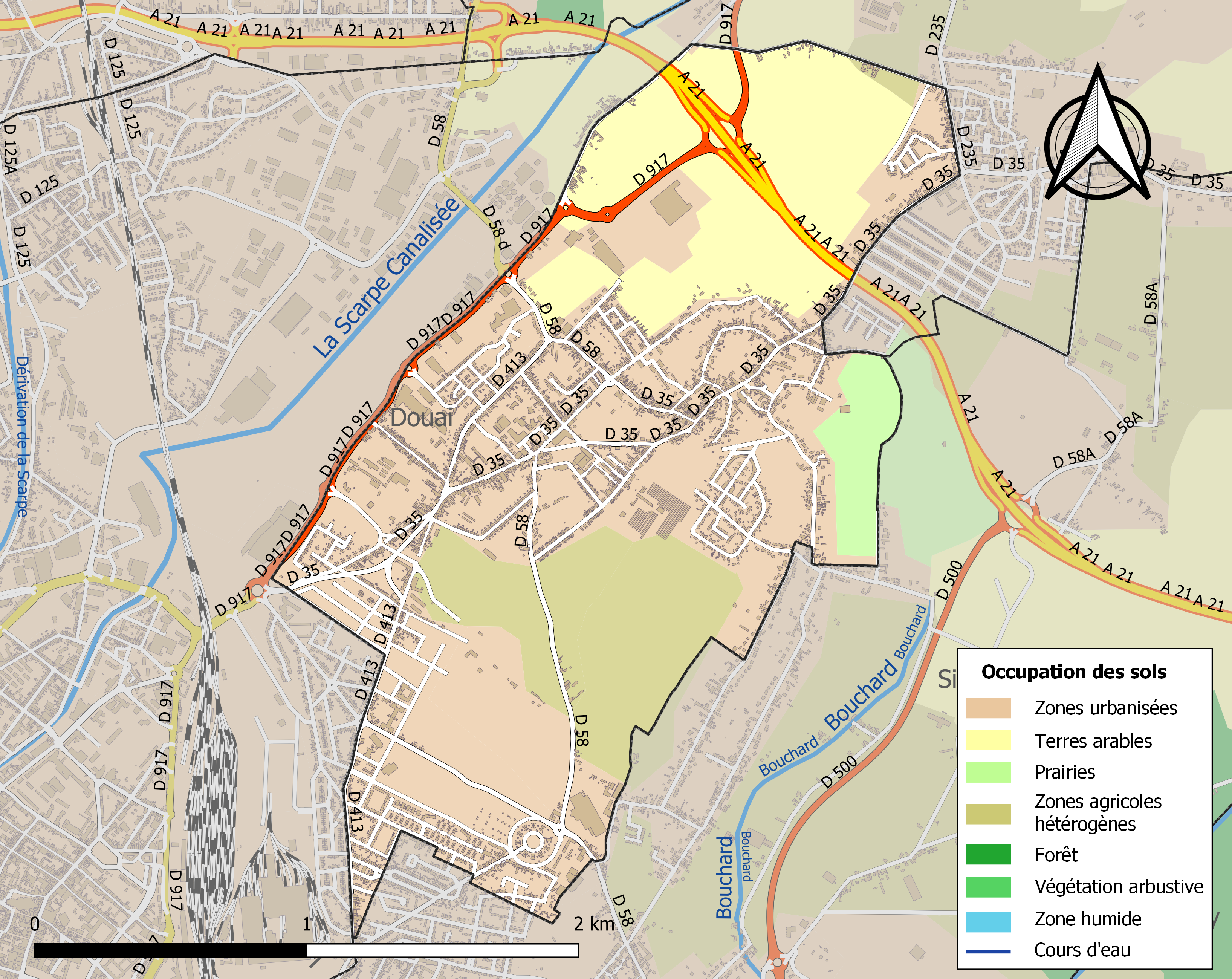
Carte des infrastructures et de l'occupation des sols de la commune en 2018 (CLC).

### Voies de communication et transports
Traversée par plusieurs départementales telles que la D 917 à l'Ouest, la D35, ainsi que par la voie ferrée, certains quartiers de la commune se trouvent isolés du centre-ville. Ces barrières rendent, en effet, les déplacements difficiles à l'intérieur même de la commune, les populations se trouvant captives de leur quartier, isolées socialement et économiquement.

La ville de Waziers est, également, délimitée par deux rocades (la rocade Est et la rocade Nord Lille - Valenciennes) limitant la mobilité des habitants vers l'extérieur.
Ce problème est d'autant plus important dans les quartiers défavorisés classés prioritaires.
La commune est desservie par les lignes 3, 7, 13, 16, 17 et 102 du réseau urbain Évéole et par les lignes 856 et 857 du réseau interurbain Arc-en-Ciel 2.

## Toponymie
Le nom de la localité est attesté sous les formes Wasers en 1117, Villa de Wasers en 1123, Wasers en 1125 et en 1163, Wasiers 1189 et au XIIIe siècle.
Le mot « wazier » est apparu au XIIIe siècle. Le nom provient de Wasarius (terrain marécageux), issu de la racine germanique wasa (marais). Il désigne une étendue de terre marécageuse détrempée par l'eau.

## Histoire

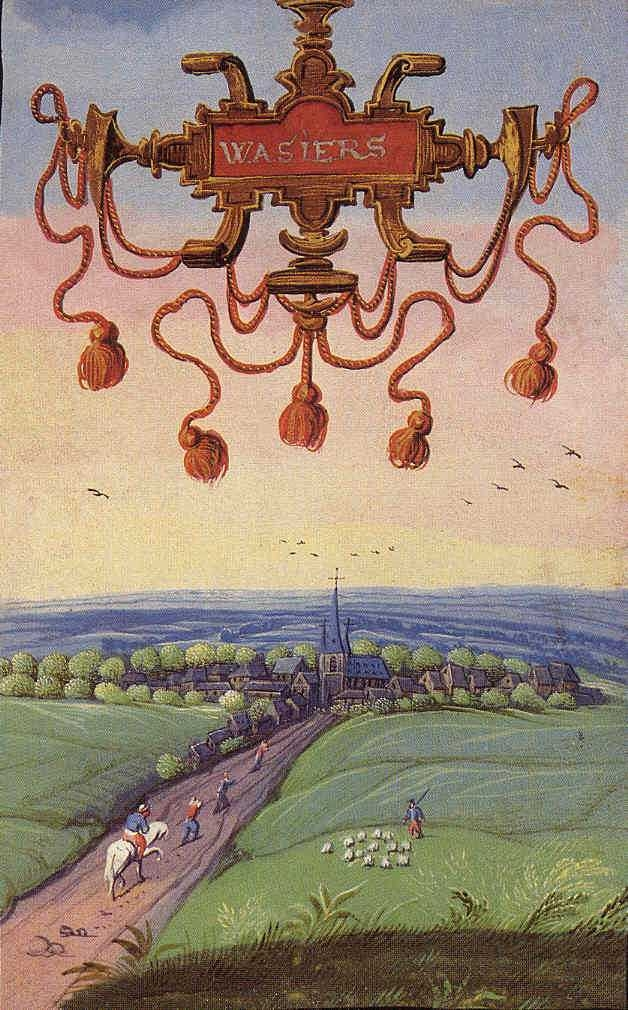
Cartulaire de Wasiers (XVIe siècle) dans l'Album de Croÿ par Adrien de Montigny(-1615).

Le mot « wazier » est apparu au XIIIe siècle. Il désigne une étendue de terre marécageuse détrempée par l'eau. Plusieurs termes se sont succédé, parmi lesquels Wasers, Wassers, Wasiers.
« Il y a eu deux châteaux à Waziers. Le plus ancien était érigé à un endroit qu'au XIIIe siècle on appelait déjà le Viès-Motte. C'était le chef-lieu de la seigneurie de Waziers-Hainaut qui subsistait encore au commencement du XVIe siècle. Le Grand Chastel de Waziers, chef-lieu de la seigneurie de Waziers-FIandre, fut bâti dans la première moitié du XIIIe siècle. Il était situé derrière l'église sur les confins du Frais Marais et du Marais de Sin »
De la monnaie gallo-romaine y a été trouvée en 1905. Aujourd'hui exposé au Musée de la Chartreuse de Douai, ce « trésor » atteste que le territoire de Waziers était habité dès le IIIe siècle.
Le 13 juillet 1591, est rendue une sentence de noblesse de l'élection d'Artois pour Jean de Waziers, écuyer, seigneur de Femy, demeurant à Lagnicourt.
Une famille, les Van Der Cruisse devenus Van der Cruisse de Waziers ayant possédé la seigneurie de Waziers avant la Révolution française, continue de figurer de nos jours parmi les familles subsistantes de la noblesse française,. Sur Lille, l'Hôtel Van der Cruisse de Waziers rappelle le riche passé de la famille, et le lien étroit avec la ville de Lille.
Antoine-Michel Van Der Cruysse (1683-1762) est seigneur de Waziers, Lamotte, Wervicq (Wervicq-Sud? Wervik?). Fils de Michel Van Der Cruysse, bourgeois de Lille, marchand, et de Marie de Loble, il est baptisé à Lille le 29 septembre 1683, devient conseiller-secrétaire du roi par lettres données à Paris le 10 décembre 1728 et meurt célibataire à Lille le 16 juillet 1728.
Arnould-Hugues-Joseph Van Der Cruisse (1712-1793) est seigneur de Waziers. Fils d'Hugues, seigneur de la Maquellerie, chanoine, puis marchand, bourgeois de Lille, échevin de Lille et d'Antoinette-Angélique Vanacker, il est baptisé à Lille le 21 février 1712, devient bourgeois de Lille le 16 février 1742, nommé conseiller secrétaire du roi par lettres données à Paris le 4 août 1741, convoqué aux assemblées des nobles de Flandre par ordonnance du 3 octobre 1761, il meurt à Lille le 21 avril 1793 à 81 ans. Il épouse Michelle-Albertine Imbert (1712-1782), dame de Warenghien, fille d'Albert, écuyer, seigneur de Sénéchal et de Marie-Anne Taviel. L'épouse nait en 1715 et meurt le 16 janvier 1782 à 67 ans.
Arnould-Philippe-Joseph Van Der Cruysse (1749-1825), écuyer, est seigneur de Waziers. Fils d'Arnould-Hugues-Joseph, baptisé à Lille le 5 juin 1749, il devient bourgeois de Lille le 15 février 1781 puis échevin de Lille. Élu conseiller municipal de Lille le 26 janvier 1790, démissionnaire le 11 novembre suivant, il meurt le 11 juin 1825, à 76 ans. Il épouse à Anvers le 5 décembre 1780 Marie-Isabelle-Aldegonde-Joseph Borrekens (1758-1836), fille de Jean-Charles-Joseph, écuyer et d'Isabell-Marie-Aldegonde Goubau. L'épouse nait le 2 décembre 1758 et meurt le 2 janvier 1836 à 78 ans.
Waziers est une ville dont l'histoire plus récente est fortement liée à l'exploitation minière: le charbon a été mis en évidence en 1851. Le 28 juillet 1869, la catastrophe de la Fosse Notre-Dame tue onze mineurs. En 1945, au lendemain de la guerre, le ministre communiste Maurice Thorez est venu à Waziers faire son discours historique sur l'augmentation indispensable de la production de charbon.
La ville de Waziers est considérée comme un bastion du Parti communiste français, puisque depuis la fondation du Parti en 1920, la ville a toujours eu un maire communiste, à l'exception de la période 1939-1945 (Seconde Guerre mondiale).
À la fin des années 2010 naît le projet d'installer sur l'ancien site de Grande Paroisse une centrale solaire photovoltaïque.

## Politique et administration

### Tendances politiques et résultats
Les maires sont communistes à Waziers depuis 1919.
Jacques Michon devient maire en 2002. Il est conseiller général du canton de Douai-Nord de 1994 à 2015, suppléant du député Jean-Jacques Candelier puis d'Alain Bruneel.
Lors des élections municipales de mars 2014, Laurent Desmons échoue à quatre-vingt-onze voix près. Jacques Michon est réélu maire.
Lors du second tour des élections municipales de 2020, la liste menée par Jacques Michon perd face à la liste divers gauche de son challenger Laurent Desmons.

### Liste des maires
| Identité                                                 | Période          | Période                                | Durée                     | Étiquette                                      | Fonction                                            |
| Identité                                                 | Début            | Fin                                    | Durée                     | Étiquette                                      | Fonction                                            |
| -------------------------------------------------------- | ---------------- | -------------------------------------- | ------------------------- | ---------------------------------------------- | --------------------------------------------------- |
| Jean-Pierre Fossiez (d)                                  | 1790             | 1793                                   | 3 ans                     |                                                |                                                     |
| Louis Caulet (d)                                         | 1793             | 1799                                   | 6 ans                     |                                                |                                                     |
| Jean-Pierre Fossiez (d)                                  | 1799             | 1810                                   | 11 ans                    |                                                |                                                     |
| Auguste Anselin (d)                                      | 1904             | 1911                                   | 7 ans                     |                                                |                                                     |
| Alfred Sede (d)                                          | 1911             | 1912                                   | 1 an                      |                                                |                                                     |
| Maurice Guironnet (d) (18 septembre 1882 - 5 mai 1938)   | 1912             | 1913                                   | 1 an                      | Section française de l'Internationale ouvrière |                                                     |
| Alexandre Henocq (d)                                     | 1914             | 1915                                   | 1 an                      |                                                | Président de la délégation spéciale (d)             |
| Alfred Humery (d)                                        | 1915             | 1919                                   | 4 ans                     |                                                |                                                     |
| Maurice Guironnet (d) (18 septembre 1882 - 5 mai 1938)   | 1919             | 5 mai 1938 (mort en cours de mandat)   | 19 ans                    | Parti communiste français                      |                                                     |
| Georges Larue (d) (21 avril 1878 - 17 mai 1967)          | 1938             | 1939                                   | 1 an                      | Parti communiste français                      |                                                     |
| Jules Bassée (d)                                         | 1938             |                                        |                           |                                                | Président de la délégation spéciale (d)             |
| Georges Larue (d) (21 avril 1878 - 17 mai 1967)          | 1945             | 1959 (démission)                       | 14 ans                    | Parti communiste français                      |                                                     |
| Roger Miquet (d) (17 mars 1919 - 21 mars 1974)           | 1959             | 21 mars 1974 (mort en cours de mandat) | 15 ans                    | Parti communiste français                      |                                                     |
| Marc Duquesne (d) (15 novembre 1926 - 10 septembre 2001) | 1974             | 1992                                   | 18 ans                    | Parti communiste français                      |                                                     |
| Michel Monsieur (d) (26 mai 1937 - 8 octobre 2008)       | 1992             | 2002 (démission)                       | 10 ans                    | Parti communiste français                      |                                                     |
| Jacques Michon (d), (né le 28 janvier 1948)              | 22 décembre 2002 | juillet 2020                           | 17 ans et 7 mois          | Parti communiste français                      | Conseiller général du Nord (d) Député suppléant (d) |
| Laurent Desmons (d), (né le 20 février 1977)             | 4 juillet 2020   | En cours                               | 4 ans, 8 mois et 24 jours | divers gauche                                  |                                                     |

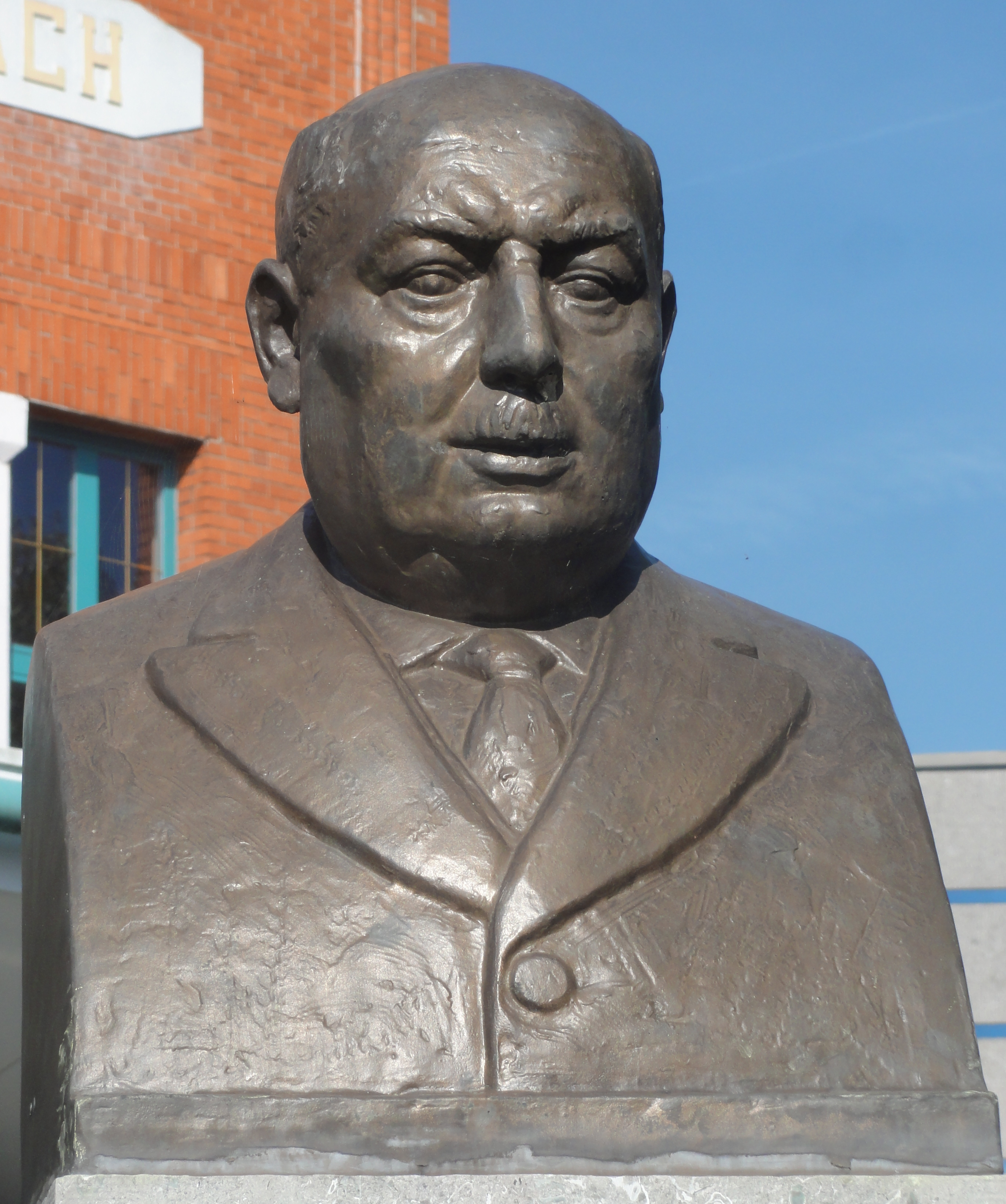
Buste de Maurice Guironnet près de la mairie de Waziers.
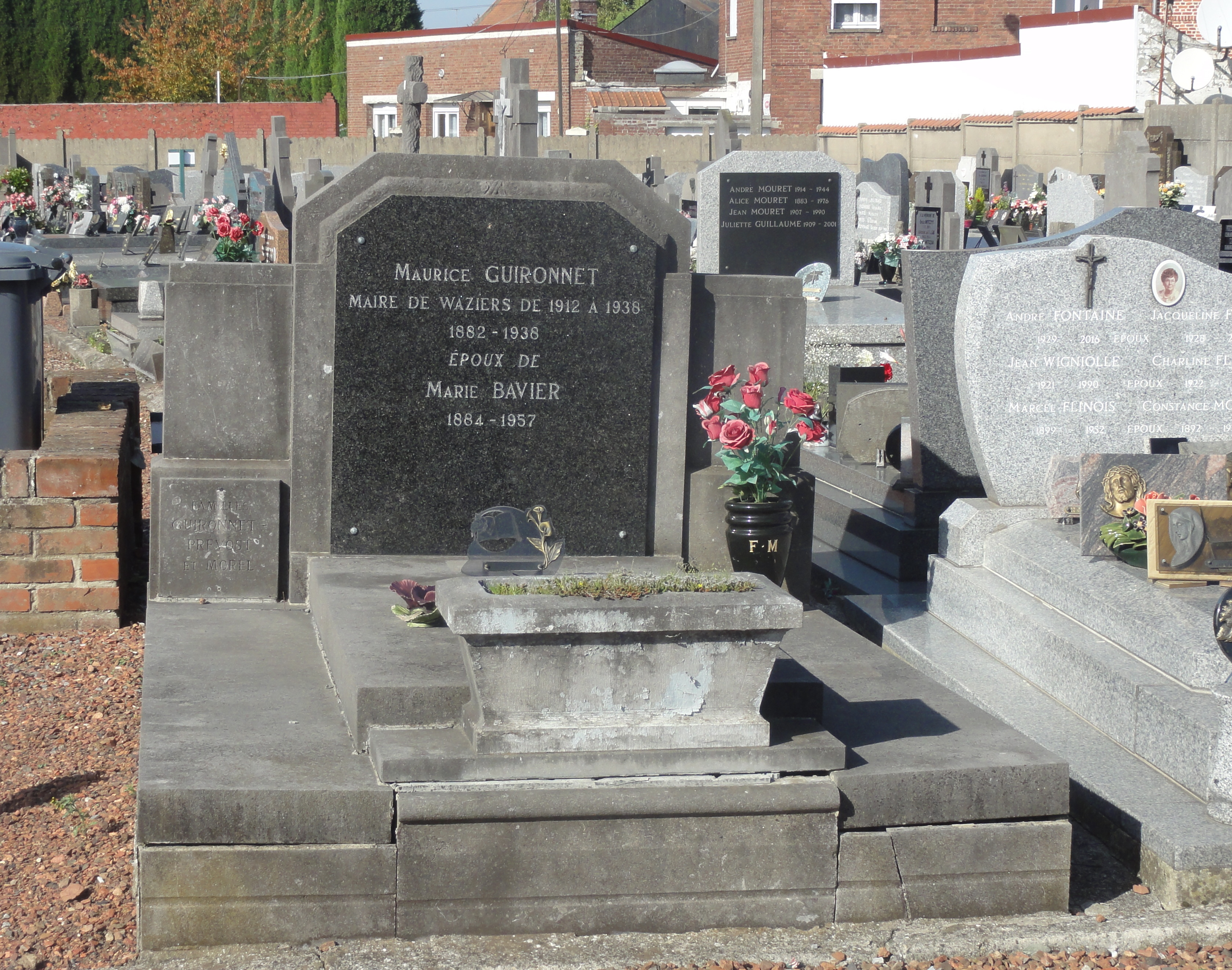
Tombe de Maurice Guironnet au cimetière Faidherbe.
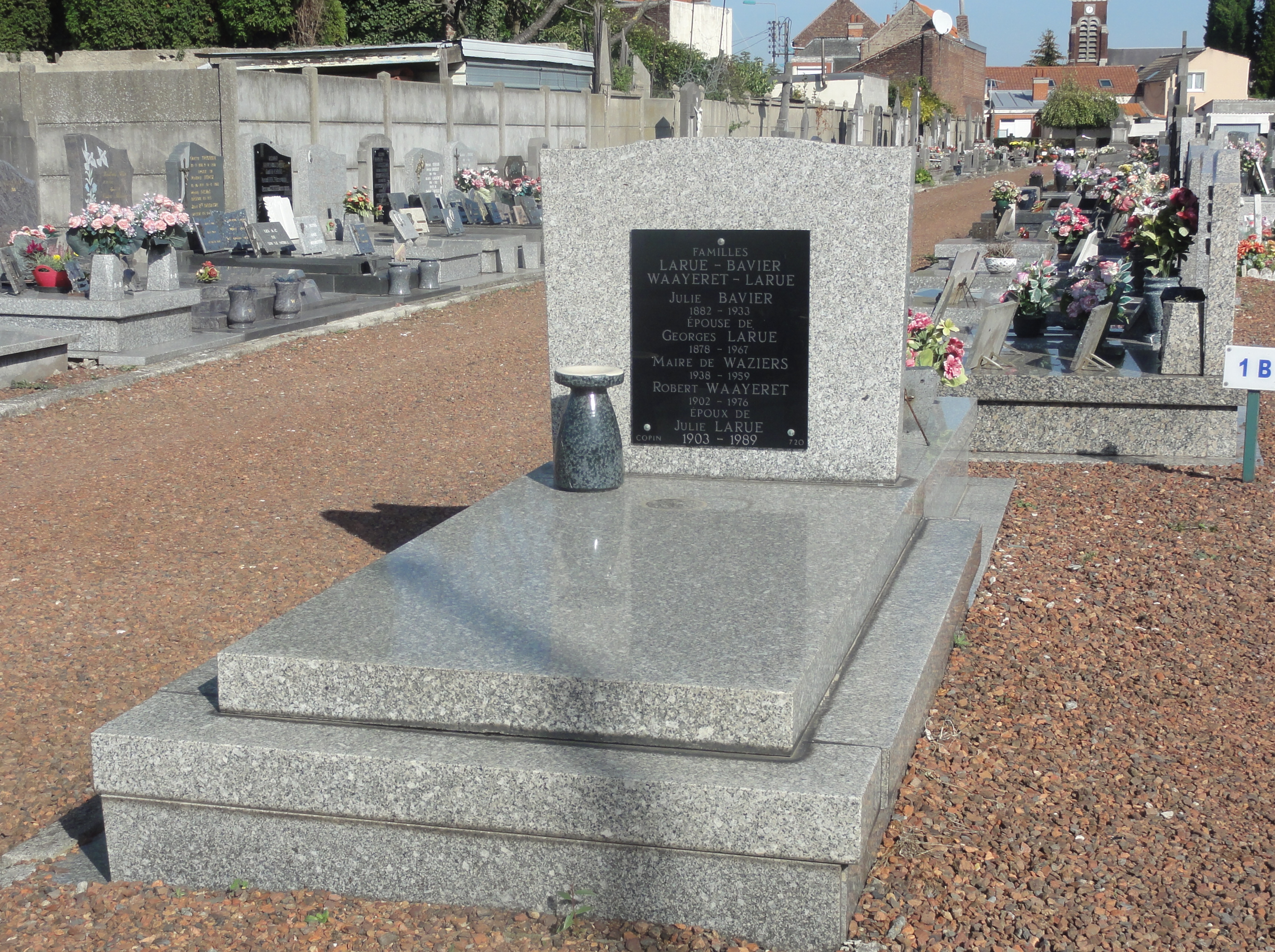
Tombe de Georges Larue au cimetière Faidherbe.
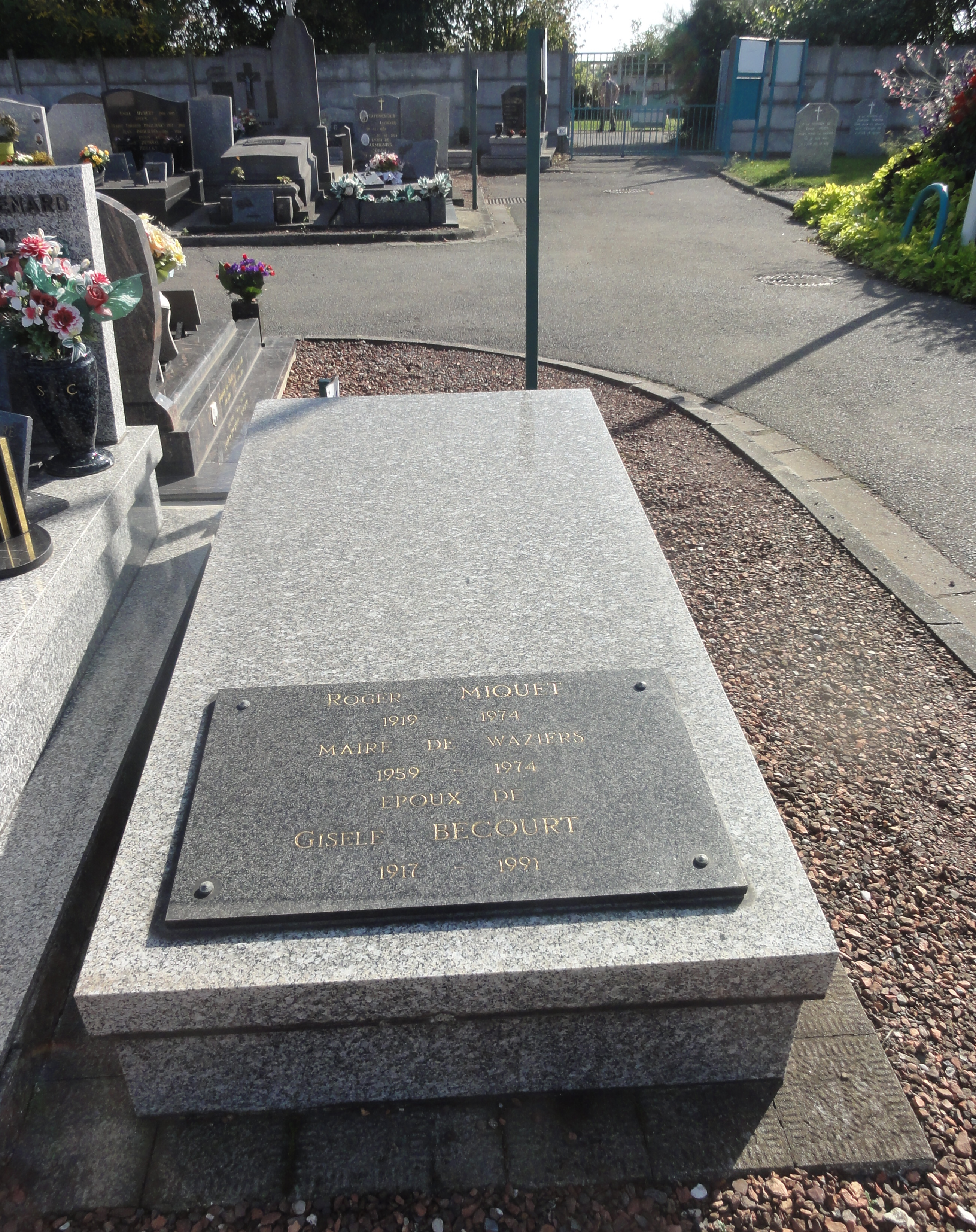
Tombe de Roger Miquet au cimetière Faidherbe.

## Population et société

### Démographie

#### Évolution démographique
L'évolution du nombre d'habitants est connue à travers les recensements de la population effectués dans la commune depuis 1793. Pour les communes de moins de 10 000 habitants, une enquête de recensement portant sur toute la population est réalisée tous les cinq ans, les populations de référence des années intermédiaires étant quant à elles estimées par interpolation ou extrapolation. Pour la commune, le premier recensement exhaustif entrant dans le cadre du nouveau dispositif a été réalisé en 2004.

En 2022, la commune comptait 7 312 habitants, en évolution de −2,21 % par rapport à 2016 (Nord : +0,51 %, France hors Mayotte : +2,11 %).
| 1793 | 1800 | 1806 | 1821 | 1831 | 1836 | 1841 | 1846 | 1851  |
| ---- | ---- | ---- | ---- | ---- | ---- | ---- | ---- | ----- |
| 218  | 584  | 665  | 668  | 836  | 886  | 894  | 923  | 1 026 |

| 1856  | 1861  | 1866  | 1872  | 1876  | 1881  | 1886  | 1891  | 1896  |
| ----- | ----- | ----- | ----- | ----- | ----- | ----- | ----- | ----- |
| 1 211 | 1 454 | 1 630 | 1 656 | 1 963 | 2 134 | 2 340 | 2 295 | 2 516 |

| 1901  | 1906  | 1911  | 1921  | 1926  | 1931  | 1936  | 1946  | 1954   |
| ----- | ----- | ----- | ----- | ----- | ----- | ----- | ----- | ------ |
| 3 044 | 3 876 | 5 291 | 6 032 | 9 932 | 9 959 | 9 777 | 9 941 | 10 351 |

| 1962   | 1968   | 1975   | 1982  | 1990  | 1999  | 2004  | 2006  | 2009  |
| ------ | ------ | ------ | ----- | ----- | ----- | ----- | ----- | ----- |
| 10 507 | 11 149 | 10 251 | 9 267 | 8 824 | 7 910 | 7 861 | 7 720 | 7 617 |

| 2014  | 2019  | 2022  | - | - | - | - | - | - |
| ----- | ----- | ----- | - | - | - | - | - | - |
| 7 497 | 7 402 | 7 312 | - | - | - | - | - | - |

#### Pyramide des âges
La population de la commune est relativement jeune.
En 2018, le taux de personnes d'un âge inférieur à 30 ans s'élève à 42,7 %, soit au-dessus de la moyenne départementale (39,5 %). À l'inverse, le taux de personnes d'âge supérieur à 60 ans est de 20,9 % la même année, alors qu'il est de 22,5 % au niveau départemental.
En 2018, la commune comptait 3 553 hommes pour 3 874 femmes, soit un taux de 52,16 % de femmes, légèrement supérieur au taux départemental (51,77 %).
Les pyramides des âges de la commune et du département s'établissent comme suit.
| Hommes | Classe d’âge | Femmes |
| ------ | ------------ | ------ |
| 0,3    | 90 ou +      | 0,8    |
| 5,3    | 75-89 ans    | 8,0    |
| 13,1   | 60-74 ans    | 14,1   |
| 18,5   | 45-59 ans    | 18,5   |
| 18,0   | 30-44 ans    | 17,8   |
| 19,9   | 15-29 ans    | 18,9   |
| 24,9   | 0-14 ans     | 21,9   |

| Hommes | Classe d’âge | Femmes |
| ------ | ------------ | ------ |
| 0,5    | 90 ou +      | 1,4    |
| 5,3    | 75-89 ans    | 8,1    |
| 14,8   | 60-74 ans    | 16,2   |
| 19,1   | 45-59 ans    | 18,4   |
| 19,5   | 30-44 ans    | 18,7   |
| 20,7   | 15-29 ans    | 19,1   |
| 20,2   | 0-14 ans     | 18     |

## Culture locale et patrimoine

### Lieux et monuments
- L'église Notre-Dame-des-Mineurs, construite en 1927 par l'architecte Louis Marie Cordonnier. Cette église est classée le 30 juin 2012 à la liste du  patrimoine mondial de l'UNESCO[40].
- L'église Sainte-Rictrude.
- Le château de Jérusalem.
- Les écoles des cités de la fosse Notre-Dame-des-Mines d'Aniche[41].
- Le centre médical des cités de la fosse Notre-Dame-des-Mines d'Aniche.

### Galerie

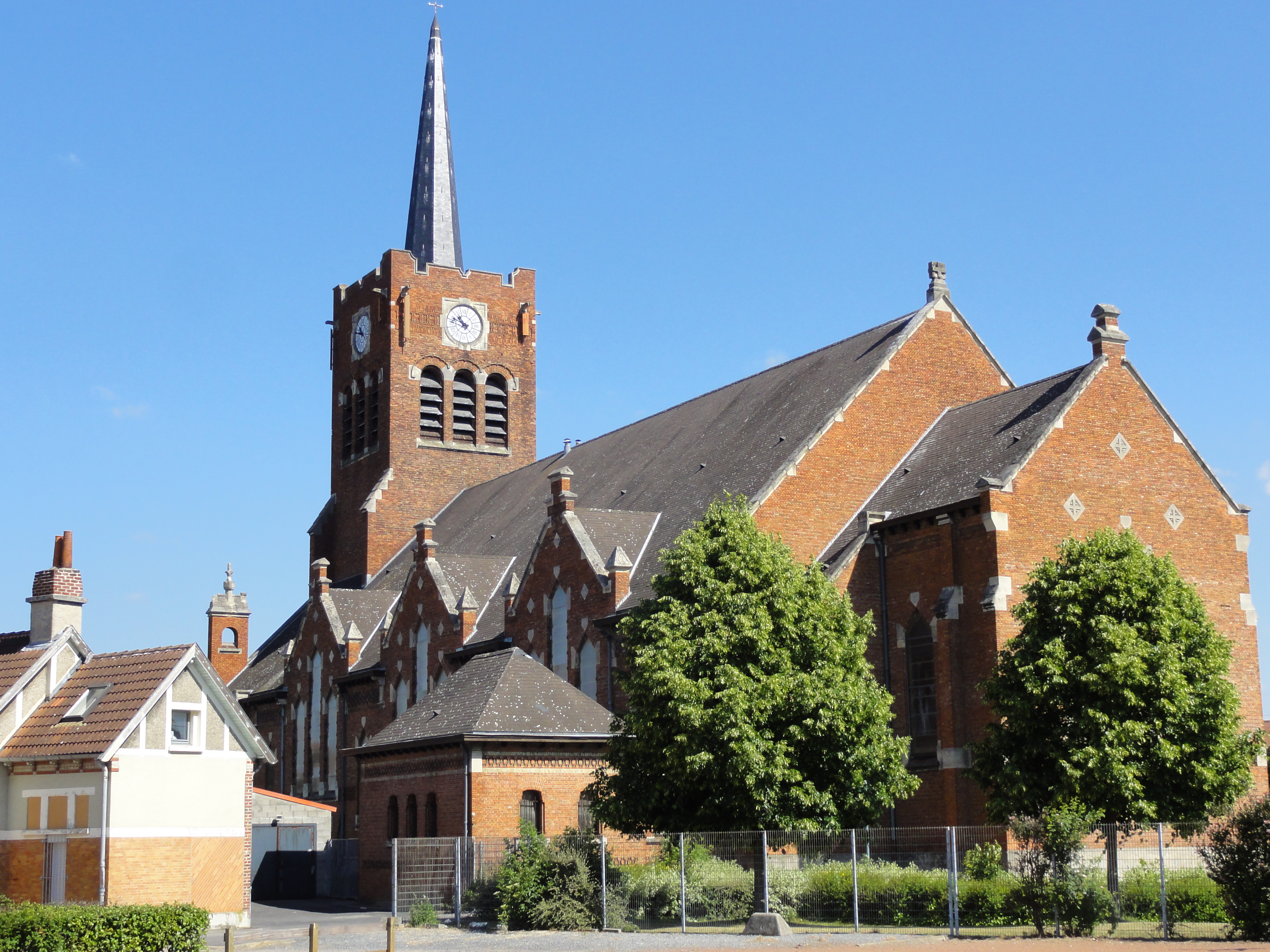
L'église Notre-Dame-des-Mineurs.
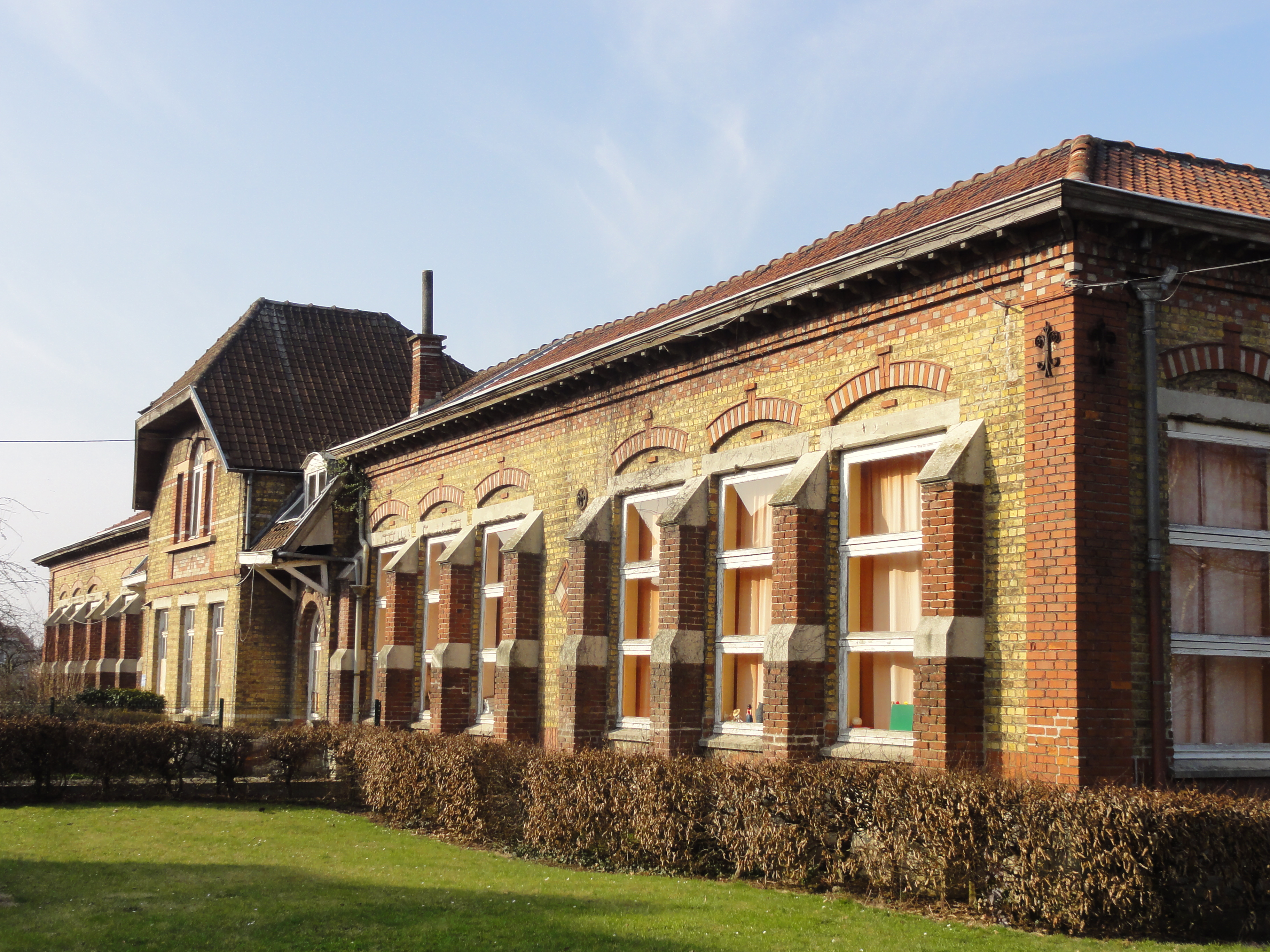
Écoles des cités de la fosse Notre-Dame.
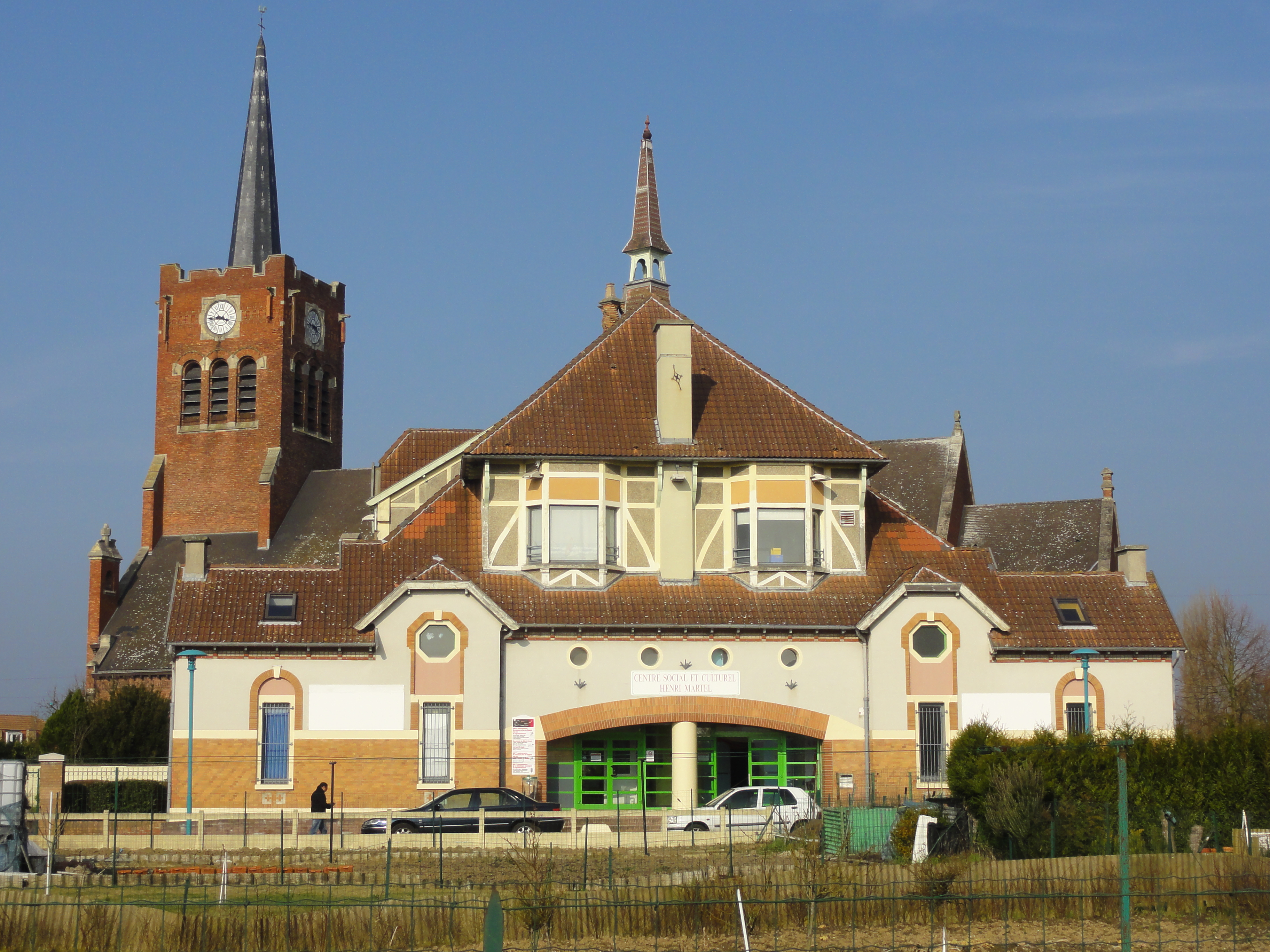
Centre médical des cités de la fosse Notre-Dame.

### Folklore

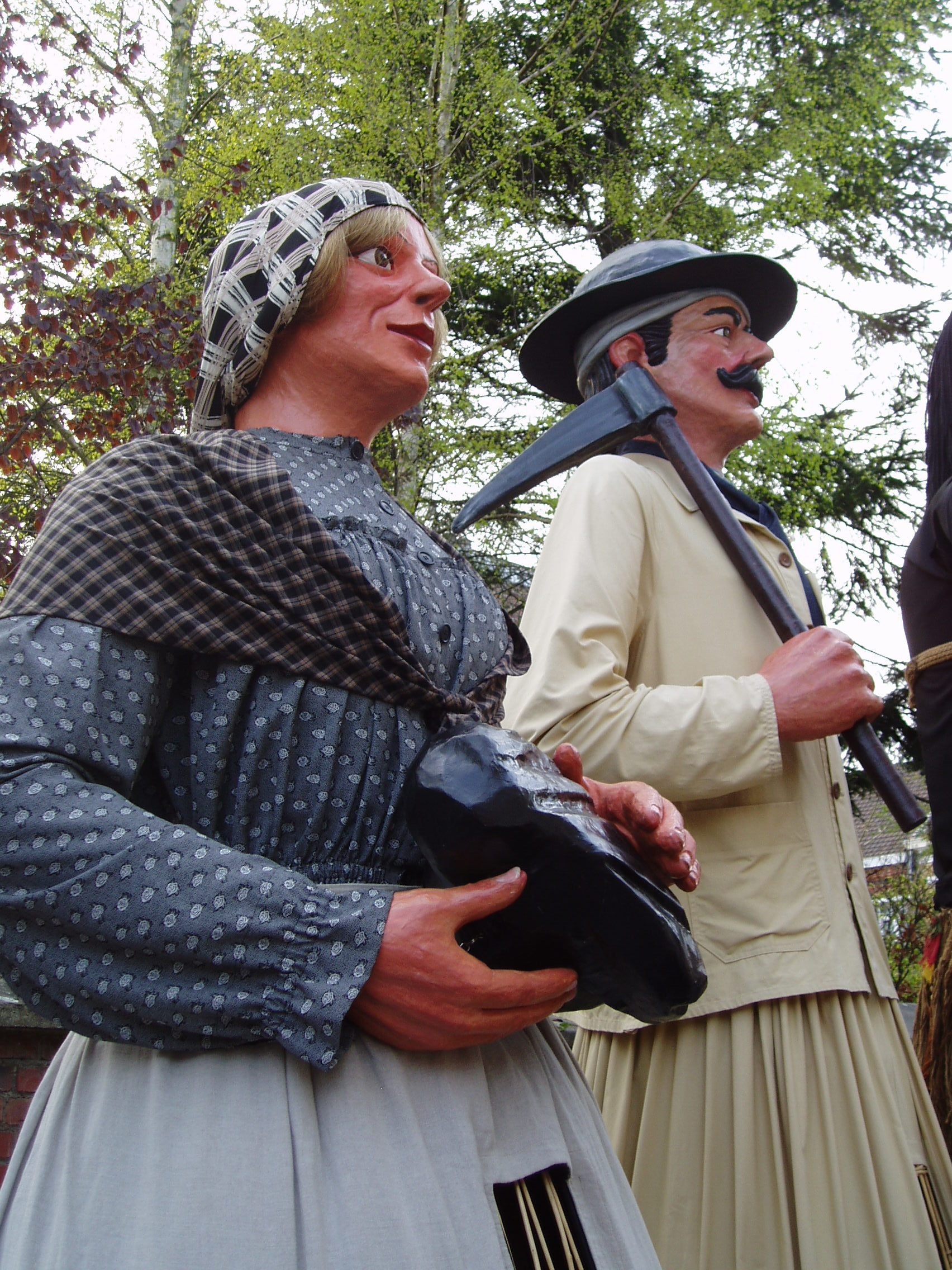
Andréa et l'Zeph.

Waziers a pour géants Andréa, L'Zeph et Émilien.

### Personnalités liées à la commune
- Clément Décout, né le 11 novembre 1867 à Bruille-lez-Marchiennes, est habitant de Waziers lorsqu'il procède à l'attentat d'Aniche où il est tué par le souffle de la bombe qu'il portait, le 4 août 1895[réf. nécessaire].
- Patrick Masclet (1952-2017), sénateur du Nord et maire d'Arleux.
- François Mortelette, né à Waziers le 20 mars 1926, décédé à Saint-Sulpice (Loir-et-Cher) le 16 avril 2008. Conseiller municipal de Waziers en 1953, conseiller général de Loir-et-Cher en 1976, maire de Saint-Sulpice en 1977-2001.
- Georges Prêtre, né à Waziers le 14 août 1924. Chef d'orchestre de renommée internationale, directeur de l'orchestre de l'opéra de Marseille, puis de Lille et de Toulouse ; successivement directeur des orchestres de Paris, Chicago, Londres, Vienne, Turin, Berlin, New York.
- Michel Stievenard (1937), footballeur professionnel.

### Héraldique
| Blason de Waziers | Blason  | D'azur à l'écusson d'argent, à la bande de gueules brochant sur le tout. |
| Blason de Waziers | Détails | Le statut officiel du blason reste à déterminer.                         |